# Liste der Kulturgüter in Pully
Die Liste der Kulturgüter in Pully enthält alle Objekte in der Gemeinde Pully im Kanton Waadt, die gemäss der Haager Konvention zum Schutz von Kulturgut bei bewaffneten Konflikten, dem Bundesgesetz vom 20. Juni 2014 über den Schutz der Kulturgüter bei bewaffneten Konflikten sowie der Verordnung vom 29. Oktober 2014 über den Schutz der Kulturgüter bei bewaffneten Konflikten unter Schutz stehen.
Objekte der Kategorien A und B sind vollständig in der Liste enthalten, Objekte der Kategorie C fehlen zurzeit (Stand: 13. Oktober 2021).

## Kulturgüter
| Foto |                                                                                              | Objekt | Kat. | Typ | Standort                                     | Beschreibung |
| ---- | -------------------------------------------------------------------------------------------- | --- | ---- | --- | -------------------------------------------- | ------------ |
| ja   | Datei hochladen · Wikidata zu Villa Eupalinos (Q3558528)                                     | Garten und Villa Eupalinos / Jardin et villa Eupalinos KGS-Nr.: 10459                                             | A    | G   | Chemin de la Bruyère 17 540431 / 152776      |              |
| ja   | Datei hochladen · Wikidata zu Le Prieuré (Q3558926)                                          | Le Prieuré, römische Villa mit Wandmalereien / Le Prieuré, villa romaine avec peintures murales KGS-Nr.: 11702    | A    | F   | Avenue Samson-Reymondin 2 540411 / 151207    |              |
| ja   | Datei hochladen · Wikidata zu Ehemaliges Haus von General Guisan (Q29891443)                 | Ehemaliges Haus von General Guisan / Ancienne maison du Général Guisan KGS-Nr.: 6422                              | B    | G   | Avenue du Général-Guisan 117 539080 / 150861 |              |
| ja   | Datei hochladen · Wikidata zu La Muette (Haus von C.F. Ramuz) (Q29891450)                    | La Muette (Haus von C.F. Ramuz) / La Muette (Maison de C.F. Ramuz) KGS-Nr.: 6423                                  | B    | G   | Chemin de Davel 4 540300 / 151135            |              |
| ja   | Datei hochladen · Wikidata zu Reformierte Kirche Saint-Maurice und Saint-Germain (Q29891448) | Reformierte Kirche Saint-Maurice und Saint-Germain / Église réformée Saint-Maurice et Saint-Germain KGS-Nr.: 6424 | B    | G   | Avenue du Prieuré 2b 540380 / 151175         |              |
| BW   | Datei hochladen · Wikidata zu General-Guisan-Museum (Q27487123)                              | Museum im ehemaligen Haus von General Guisan / Musée dans l’ancienne maison du Général Guisan KGS-Nr.: 14723      | B    | S   | Avenue du Général-Guisan 117 539081 / 150867 |              |
| ja   | Datei hochladen · Wikidata zu Kunstmuseum Pully (Q27487121)                                  | Musée de Pully KGS-Nr.: 14724                                                                                     | B    | S   | Chemin de Davel 2 540273 / 151147            |              |
| ja   | Datei hochladen · Wikidata zu Prioratsgebäude (Q29891445)                                    | Prioratsgebäude / Bâtiment du Prieuré KGS-Nr.: 14725                                                              | B    | G   | Avenue du Prieuré 2a 540375 / 151201         |              |
| ja   | Datei hochladen · Wikidata zu Pfarrhaus (Q29891446)                                          | Pfarrhaus / Cure KGS-Nr.: 14726                                                                                   | B    | G   | Avenue du Prieuré 2c 540406 / 151170         |              |